# Єльцина Наїна Йосипівна
Наї́на (Анастасі́я) Йо́сипівна Єльцина (до шлюбу Гі́ріна), (нар. 14 березня 1932 року, Тітовка, нині Шарлицький район, Оренбурзька область) — вдова першого Президента Росії Бориса Миколайовича Єльцина.

## Біографія
Народилася 14 березня 1932 року в родині Йосипа Олексійовича (1910—1966) і Марії Федорівни (1910—1994) Гіріних. В родині Гіріних було шість дітей. Її батьки були заможні старовіри, в їх родині, не тільки випивка, але і міцне слово уважалося гріхом. У 25 років змінила ім'я з Анастасії на Наїна.

### Освіта
У 1955 році закінчила будівельний факультет Уральського політехнічного інституту ім. С. М. Кірова за фахом «інженер-будівельник».

### Діяльність

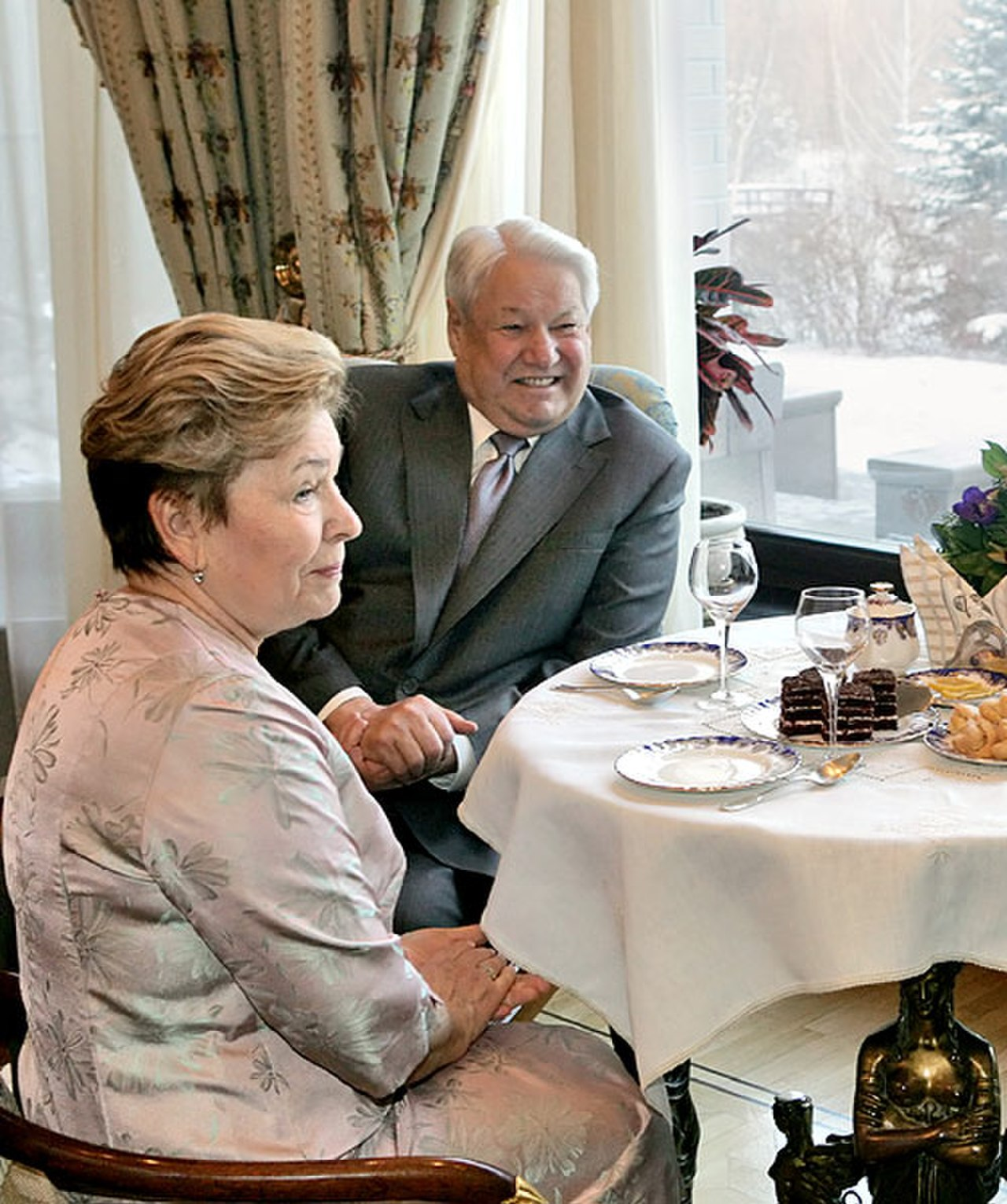
Наїна Йосипівна Єльцина разом з чоловіком, на його 75 річчі 1 лютого 2006 року

У 1955—1956 — інженер-будівельник, м. Оренбург.
У 1956—1987 — головний інженер проекту, згодом — керівник групи інституту «Водоканалпроект», м. Свердловськ, вийшла на пенсію в 55. 

З 1987 року проживає у Москві, а чоловік з 1986.

## Родина
- Батько Йосип Олексійович Гірін (1910, Тітовка, Оренбурзької губернії — 1966, Оренбург, РРФСР, СРСР, збитий мотоциклістом)[4]
- Мати Марія Федорівна Гіріна (1910—1994, Катеринбург, Росія)[4]
- Брати Леонід Гірін загинув підлітком, потрапив під потяг, Анатолій Гірін збитий автомобілем в 30 років, сестра Роза, Володимир Гірін, Віталій Гірін.[2][4].
- Родина була проти її шлюбу з будівельником Борисом Єльциним, а була не проти її шлюбу з (в той час) льотчиком Юрієм Гагаріним. Анастасія Гіріна декілька місяців зустрічалася із Юрієм Гагаріним.[1]
- 1956 — вийшла заміж за Бориса Єльцина, заручилася в будинку колгоспника у Верхній Ісеті.[1]

Дві доньки
- Окулова Олена Борисівна (нар. 1957) перший чоловік Олексій Фефелов (її однокласник)[5], другий чоловік Окулов Валерій Михайлович.
- Юмашева Тетяна Борисівна (нар. 1960)

онуки
- (діти Олени) Катерина Окулова (Фефелова)[5] (10 жовтня 1979[6])[7] і Марія Жиленкова-Окулова (1983)[7], Дмитро і Іван Окулови
- (діти Тетяни) Борис Ельцин (1981[7]), Гліб Дьяченко (30 серпня 1995)[7], Марія Юмашева(2003)[1]

правнуки
- Саша Сорокін (липень 1999)[8] (син внучки Катерини Окулової (Фефелової) і Олександра Сорокіна (її колишнього однокласника))[9])
- Михайло (2005), Федір (2006) (діти онуки Марії Жиленкової-Окулової і її чоловіка бізнесмена Михайла Жиленкова)[10][11].

## Нагороди та відзнаки
- У 1999 році отримала міжнародну премію «Олівер» — «За гуманізм серця». Премія присуджується Фондом міжнародної допомоги дитині «Френк».
- Національна премія «Олімпія» в номінації «Честь и достоинство». Це єдина премія Росії, якою відзначаються досягнення видатних сучасниць в політиці, бізнесі, науці, мистецтві і культурі.[12]